# Гасядокуро

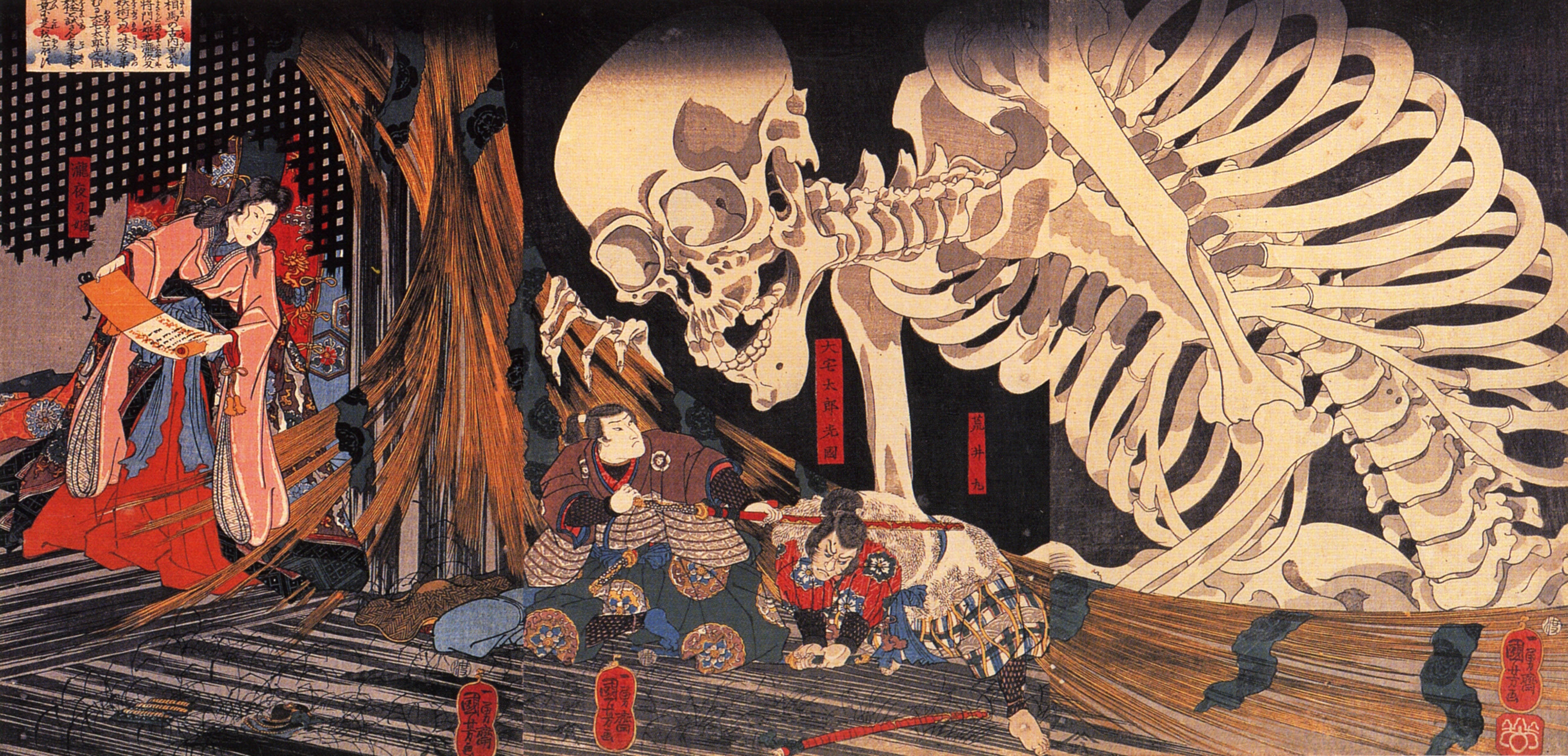
Мидзукуни бросает вызов Гасядокуро, вызванному принцессой Такияся-химэ

Гасядокуро (がしゃどくろ/餓者髑髏, буквально «голодный скелет», также известный как Одокуро) — сверхъестественный персонаж японской мифологии, ёкай, гигантский скелет, который в 15 раз больше обычного человека.
Гасядокуро — популярный персонаж японской поп-культуры.

## Происхождение
Впервые Гасядокуро появился в середине периода Сёва (1926—1989) в книге для подростков за авторством Ямаути Сигэаки под названием «Второе полное собрание сочинений триллеров о монстрах этого мира» (世界怪奇スリラー全集2 世界のモンスター), опубликованной в 1968 году издательством Акита Сётэн (秋田書店). В семидесятых годах известный иллюстратор и мангака Мидзуки Сигэру, часто рисующий ёкаев, а также писатель и исследователь японского фольклора Сато Арифуми (佐藤 有文) помогли закрепиться образу Гасядокуро и сделать его известным по всей Японии.

## Мифология
Солдаты, чьи тела гниют на поле боя, или жертвы голода, умершие в дикой местности, редко получают надлежащее погребение с соблюдением всех ритуалов. Лишившись возможности покинуть этот мир, их души перерождаются в голодных духов, которые вечно тоскуют о своем прошлом. Такие люди умирают с гневом и болью в сердце, и эти эмоции еще долго остаются там, даже после того, как плоть сгниет, оставив лишь кости. Когда тела таких мертвецов распадаются, их гнев превращается в мощную силу — обиду на жизнь, — которая меняет их своей сверхъестественной властью. Тогда кости сотен жертв собираются в единую массу, из которой формируется огромный чудовищный скелет, называемый Гасядокуро.‌‌‌‌‌ Гасядокуро слишком большой и сильный, чтобы его можно было убить. Поэтому он существует до тех пор, пока энергия злобы, питающая его тело, полностью не иссякнет. К счастью, для его формирования нужно большое количество трупов, поэтому эта гадость сейчас встречается гораздо реже, чем раньше, когда войны и голод были частью повседневной жизни.‌‌‌‌ ‌‌‌‌‌ ‌‌ ‌‌ ‌‌‌ ‌‌ ‌‌‌ ‌‌‌ ‌‌‌ ‌‌ ‌‌‌ ‌‌‌‌ ‌‌ ‌‌ ‌‌ ‌‌ ‌‌‌ ‌‌‌ ‌‌‌‌ ‌‌‌‌‌ ‌‌‌‌
По легенде, самая ранняя запись о Гасядокуро появляется более 1000 лет назад во времена кровавого восстания самурая Тайра-но Масакадо, который выступил против центрального правительства. Его дочь, Такияся-химэ, была известной колдуньей, и когда Масакадо был казнён за свой бунт, продолжила дело отца. С помощью черной магии она вызвала большой скелет, чтобы напасть на город Киото. Это чудовище изображено на известной гравюре Утагавы Куниёси .‌‌‌‌ ‌‌‌‌‌ ‌‌ ‌‌ ‌‌‌ ‌‌ ‌‌‌ ‌‌‌ ‌‌‌ ‌‌ ‌‌‌ ‌‌‌‌
Так же есть ещё одна легенда — однажды один самурай услышал причитания о помощи. Он пошёл на звук и увидел Гасядокуро. ‌У него из глазницы рос бамбуковый побег. Самурай его вытащил, а затем предложил скелету варёный рис.‌

## Внешность
Гасядокуро — это огромный скелет, средней высотой в 27 метров, который, как считается, состоит из костей людей, погибших на поле боя, из-за голода или по иным причинам, тела которых не было должным образом захоронены. Чем больше таких непогребённых тел, тем больше костей получает скелет, и тем больше он в размерах. Гасядокуро несет в себе грусть, печаль и злость всех погибших людей, из которых он состоит. Если он видит живого человека, то он хватает его огромными руками, раздавливает, выпивает всю кровь, а затем поедает тело.

## Поведение
Гасядокуро бродят в пустынной местности возле массовых захоронений или полей сражений в самые темные часы ночи. Их зубы и кости стучат и гремят. Но они не всегда бывают шумными. Если Гасядокуро заметит одинокого путника, то он начнёт бесшумно подкрадываться, чтобы затем схватить свою жертву и, откусив голову, выпить хлещущую из тела кровь.

## Образ Гасядокуро в традиционном искусстве
За основу внешнего вида Гасядокуро взяли гравюру Утагавы Куниёси (歌川国芳), написанную в 1844 году. На самом деле она не имела вообще никакого отношения к ёкаю Гасядокуро, а служила вольной иллюстрацией к событиям, произошедшим в книге, изданной в период Эдо.
Кёдэн (山東 京伝), чье реальное имя было Ивасэ Самуру (岩瀬 醒), писал различные книги о жизни и быте периода Эдо (1603—1868), зачастую политического и исторического характера, а также самостоятельно все это иллюстрировал гравюрами в стиле укиё-э. В какой-то момент он начал писать так называемые ёмихон (読み本). Это книги с иллюстрациями, популярные в период Эдо. Так он написал ёмихон с изображением сцены, в которой дочь самурая Тайра-но Масакадо (平 将門) под именем принцесса Такияся призвала множество скелетов ёкаев для борьбы с самураем Ооя Таро Мидзукуни. Эти скелеты были обычного с человеком роста. Однако же, Утагава в своей гравюре вместо множества скелетов, нарисовал одного огромного.

## Образ Гасядокуро в современной культуре
Образ Гасядокуро очень популярна в современной культуре.
Гасядокуро появляется в Nioh 2, Nurarihyon no Mago, Inu x Boku SS, GeGeGe no Kitarou, Yo-kai Watch, Shaman king, Помпоко: Война тануки, Кубо. Легенда о самурае, Ловцы забытых голосов, Shin Megami Tensei: Devil Summoner, Devil Summoner: Soul Hackers, Devil Summoner: Raidou Kuzunoha vs. The Soulless Army, Devil Summoner: Raidou Kuzunoha vs. King Abaddon, Devil Summoner: Raidou Kuzunoha vs. The Lone Marebito, Devil Children Fire/Ice Book и Shin Megami Tensei Trading Card: Card Summoner.
В 18 сезоне японской токусацу-франшизы Super Sentai под названием Ninja Sentai Kakuranger Гасядокуро является одним из главных антагонистов. Позже он попал и в адаптировавший элементы Какурейнджеров 3 сезон франшизы Power Rangers, где стал известен как Рито Револьто — брат злодейки Риты Репульсы.
В манге One Piece в 933 главе Брук превращается в огромного скелета и называет себя Гасядокуро.
Скелетрон из Terraria основан на Гасядокуро.
Внешний вид техники Сусаноо из Наруто основан на Гасядокуро.
Стражи ада из Блич основан на Гасядокуро.
Вольнир из Dark Souls III основан на Гасядокуро.